# Coppa Principessa di Piemonte 1933

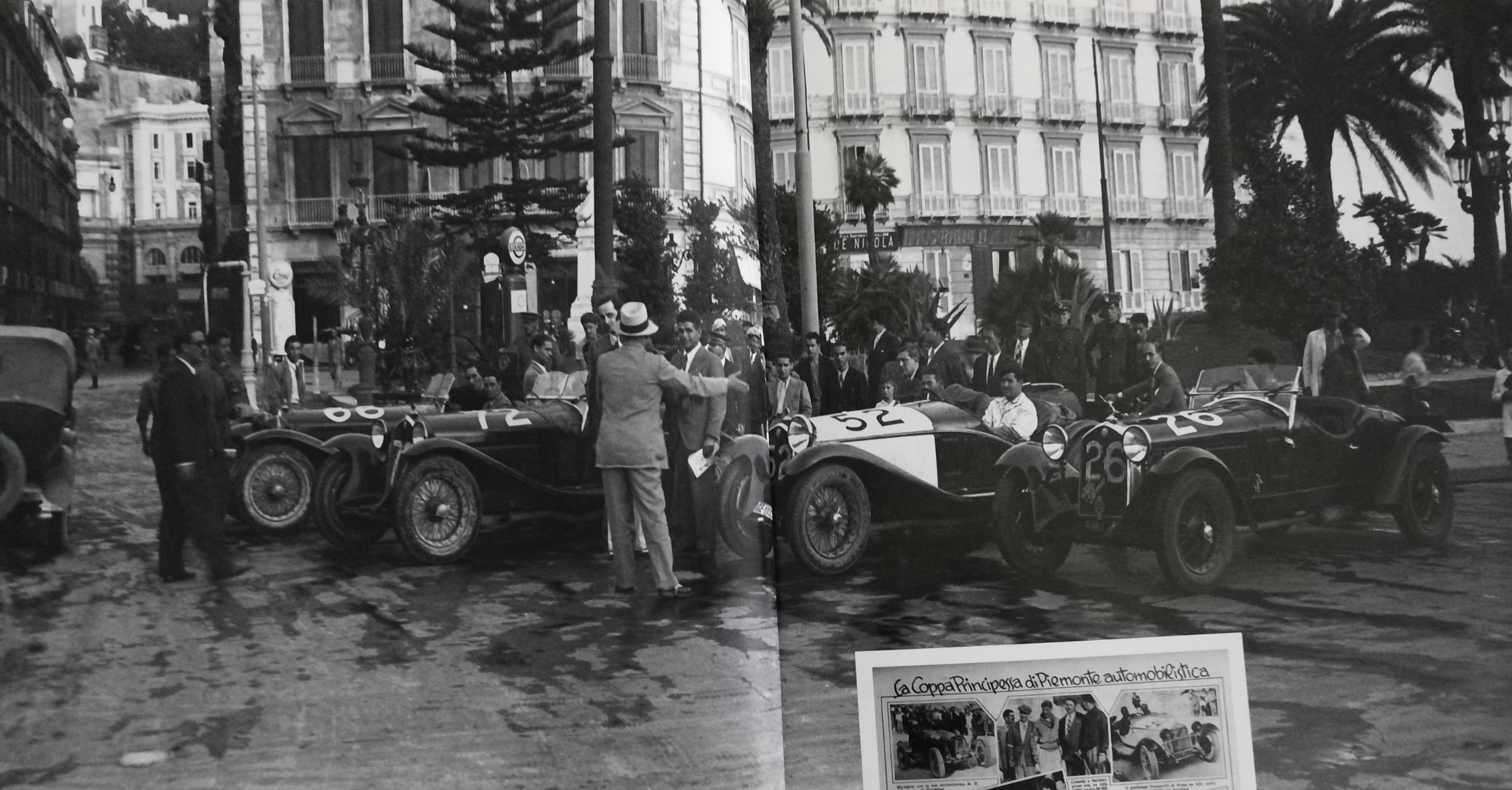
Vier Alfa Romeo vor dem Rennstart

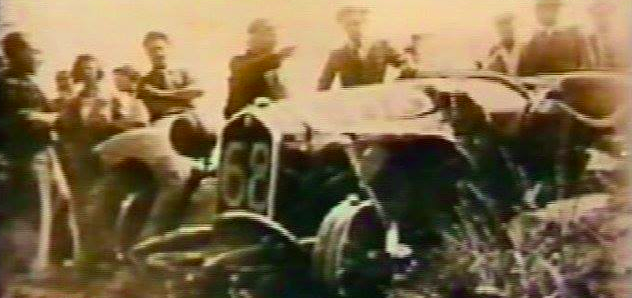
Das Wrack des Alfa Romeo 8C 2600MM von Guido d’Ippolito

Die IV. Coppa Principessa di Piemonte, auch 1st Coppa Principessa di Piemonte, Circuito Province Meridionale, war ein Sportwagenrennen und fand am 8. Oktober 1933 statt.

## Das Rennen
Die Coppa Principessa di Piemonte war in den 1930er-Jahren neben der Mille Miglia das längste Straßenrennen für Sportwagen in Italien und endete mit einem Sieg von Gianfranco Comotti/Nando Barbieri für die Scuderia Ferrari. Start und Ziel des Rennens lag in Neapel. Die Gesamtdistanz des Rennens betrug 787 km. Die Fahrzeit des Siegerteams Gianfranco Comotti/Nando Barbieri lag bei 8:40:34,2 Stunden.
Überschattet wurde das Rennen vom Todessturz des Scuderia-Ferrari-Werkspiloten Guido d’Ippolito, der bei einem Unfall in Altamura ums Leben kam.

## Ergebnisse

### Schlussklassement
| 1           | + 2.0    | 72 | Scuderia Ferrari   | Gianfranco Comotti Nando Barbieri   | Alfa Romeo 8C 2600MM     | 8:40:34,2  |
| 2           | + 2.0    |    |                    | Felice Bonetto                      | Alfa Romeo 8C 2600       | 8:42:43,6  |
| 3           | + 2.0    |    |                    | Giuseppe Farina Domenico Jovanella  | Alfa Romeo 8C 2300       | 8:55:45,8  |
| 4           | + 2.0    | 64 | Scuderia Ferrari   | Guglielmo Carraroli Paride Mambelli | Alfa Romeo 8C 2600 Monza | 9:00:29,2  |
| 5           | + 2.0    |    |                    | Ermenegildo Strazza                 | Lancia                   | 9:01:14,6  |
| 6           | 2.0      |    |                    | Luigi Bellucci Nappi                | Maserati 2000            | 9:15:22,8  |
| 7           | 2.0      | 52 |                    | G. Galeazzi Carlo Gazzabini         | Alfa Romeo 6C 1750       | 9:15:44,4  |
| 8           | 1.5      |    |                    | Giuseppe Tuffanelli                 | Maserati 1500            | 9:16:43,6  |
| 9           | 1.5      | 26 | Anna Maria Peduzzi | Anna Maria Peduzzi Rastelli         | Alfa Romeo 6C 1500       | 9:22:48,2  |
| 10          | + 2.0    |    |                    | Gennaro Auricchio L. Fontana        | Alfa Romeo 8C 2300       | 9:24:55,0  |
| 11          | 1.5      |    |                    | Amato                               | Maserati 1500            | 9:27:54,8  |
| 12          | + 2.0    |    |                    | Clemente Biondetti Catullo Lami     | MB Spezial               | 9:41:52,0  |
| 13          | VC + 1.1 |    |                    | Borrelli G. Ricci                   | Alfa Romeo 6C 1750       | 10:28:22,6 |
| 14          | 1.1      |    |                    | Forquet                             | Fiat Balilla             | 11:46:48,2 |
| 15          | S 1.1    |    |                    | Paolo Bellotti Francesco Apruzzi    | Fiat Balilla             | 11:58:26,0 |
| 16          | 1.1      |    |                    | Russo                               | Fiat Balilla             | 12:25:29,6 |
| Ausgefallen |          |    |                    |                                     |                          |            |
| 17          | + 2.0    | 66 | Scuderia Ferrari   | Eugenio Siena Ziegler               | Alfa Romeo 8C 2600MM     |            |
| 18          | + 2.0    | 68 | Scuderia Ferrari   | Guido d’Ippolito Francesco Severi   | Alfa Romeo 8C 2600MM     |            |
| 19          |          |    | XXX                | XXX                                 |                          |            |
| 20          |          |    | XXX                | XXX                                 |                          |            |
| 21          |          |    | XXX                | XXX                                 |                          |            |
| 22          |          |    | XXX                | XXX                                 |                          |            |
| 23          |          |    | XXX                | XXX                                 |                          |            |
| 24          |          |    | XXX                | XXX                                 |                          |            |
| 25          |          |    | XXX                | XXX                                 |                          |            |
| 26          |          |    | XXX                | XXX                                 |                          |            |
| 27          |          |    | XXX                | XXX                                 |                          |            |
| 28          |          |    | XXX                | XXX                                 |                          |            |
| 29          |          |    | XXX                | XXX                                 |                          |            |
| 30          |          |    | XXX                | XXX                                 |                          |            |
| 31          |          |    | XXX                | XXX                                 |                          |            |

### Nur in der Meldeliste
Zu diesem Rennen sind keine weiteren Meldungen bekannt.

### Klassensieger
| Klasse   | Fahrer              | Fahrer            | Fahrzeug             | Platzierung im Gesamtklassement |
| -------- | ------------------- | ----------------- | -------------------- | ------------------------------- |
| + 2.0    | Gianfranco Comotti  | Nando Barbieri    | Alfa Romeo 8C 2600MM | Gesamtsieg                      |
| 2.0      | Luigi Bellucci      | Nappi             | Maserati 2000        | Rang 6                          |
| 1.5      | Giuseppe Tuffanelli |                   | Maserati 1500        | Rang 8                          |
| 1.1      | Forquet             |                   | Fiat Balilla         | Rang 14                         |
| S 1.1    | Paolo Bellotti      | Francesco Apruzzi | Fiat Balilla         | Rang 15                         |
| VC + 1.1 | Borrelli            | G. Ricci          | Alfa Romeo 6C 1750   | Rang 15                         |

### Renndaten
- Gemeldet: 31
- Gestartet: 31
- Gewertet: 16
- Rennklassen: 6
- Zuschauer: unbekannt
- Wetter am Renntag: warm und trocken
- Streckenlänge: 787,000 km
- Fahrzeit des Siegerteams: 8:40:34,200 Stunden
- Gesamtrunden des Siegerteams: 1
- Gesamtdistanz des Siegerteams: 787,000 km
- Siegerschnitt: 89,901 km/h
- Pole Position: keine
- Schnellste Rennrunde: keine
- Rennserie: zählte zu keiner Rennserie